# Levitinia freidbergi
Levitinia freidbergi är en tvåvingeart som beskrevs av Saguez och Braverman 1987. Levitinia freidbergi ingår i släktet Levitinia och familjen knott. Inga underarter finns listade i Catalogue of Life.